# تنیز (شهرستان مندی‌قره)
تنیز (به قزاقی: Teniz) یک دریاچه در قزاقستان است که در حوضه تورگای واقع شده‌است.